# Карроллтон (Алабама)
Карроллтон (англ. Carrollton) — місто (англ. town) в США, в окрузі Пікенс штату Алабама, окружний центр. Населення — 1023 особи (2020).

## Географія
Карроллтон розташований за координатами 33°15′43″ пн. ш. 88°5′42″ зх. д. / 33.26194° пн. ш. 88.09500° зх. д. (33.261904, -88.095071).  За даними Бюро перепису населення США в 2010 році місто мало площу 5,39 км², з яких 5,33 км² — суходіл та 0,06 км² — водойми.

## Демографія
Згідно з переписом 2010 року, у місті мешкало 1019 осіб у 370 домогосподарствах у складі 226 родин. Густота населення становила 189 осіб/км².  Було 428 помешкань (79/км²).
Расовий склад населення:
| - 49,0 % — білих - 43,1 % — чорних або афроамериканців - 0,1 % — корінних американців - 3,6 % — осіб інших рас |

До двох чи більше рас належало 4,2 %. Частка іспаномовних становила 10,4 % від усіх жителів.
За віковим діапазоном населення розподілялося таким чином: 22,6 % — особи молодші 18 років, 65,2 % — особи у віці 18—64 років, 12,2 % — особи у віці 65 років та старші. Медіана віку мешканця становила 34,4 року. На 100 осіб жіночої статі у місті припадало 94,5 чоловіків;  на 100 жінок у віці від 18 років та старших — 89,7 чоловіків також старших 18 років.
Середній дохід на одне домашнє господарство  становив 50 454 долари США (медіана — 27 857), а середній дохід на одну сім'ю — 64 737 доларів (медіана — 41 719). Медіана доходів становила 31 528 доларів для чоловіків та 33 500 доларів для жінок. За межею бідності перебувало 29,1 % осіб, у тому числі 41,7 % дітей у віці до 18 років та 18,7 % осіб у віці 65 років та старших.
Цивільне працевлаштоване населення становило 309 осіб. Основні галузі зайнятості: освіта, охорона здоров'я та соціальна допомога — 30,4 %, виробництво — 15,9 %, сільське господарство, лісництво, риболовля — 8,1 %, мистецтво, розваги та відпочинок — 6,5 %.